# Walter Mercado
Walter Mercado Salinas, noto anche con lo pseudonimo di Shanti Ananda (Ponce, 9 marzo 1932 – San Juan, 2 novembre 2019), è stato un personaggio televisivo, attore e astrologo portoricano.
Personalità eccentrica particolarmente popolare nei Paesi latinoamericani, nel 2020 è stato oggetto del documentario Mucho Mucho Amor: The Legend of Walter Mercado prodotto da Netflix.
Nel 2019 l'History Miami Museum gli dedicò una mostra personale che Mercado stesso inaugurò nell'agosto del 2019 qualche mese prima della sua morte.

## Biografia
Mercado nacque il 9 marzo 1932 a Ponce (Porto Rico), dove trascorse l'infanzia. I suoi genitori erano José María Mercado, di San Germán, Porto Rico, e Aída Salinas proveniente dalla Catalogna in Spagna. Mercado credeva di possedere particolari abilità spirituali, già da bambino. All'Università di Porto Rico frequentò le facoltà di pedagogia, psicologia e farmacologia.

## Carriera

### Ballerino ed attore
Mercado Salinas studiò canto e aveva un talento per la danza. Studiò danza classica e moderna specializzandosi nel balletto. Fu uno dei più prolifici ballerini di Porto Rico.
Recitò in varie telenovelas portoricane come Un adiós en el recuerdo e Larga distancia, e fondò la propria scuola di arti drammatiche chiamata "Walter Actors Studio 64".

### Astrologia
Il suo debutto come intrattenitore televisivo avvenne quando il produttore portoricano Elín Ortíz lo invitò a partecipare a uno show TV come ospite in sostituzione di un altro che non si era presentato. Walter Mercado si trovava negli studi e Ortiz gli chiese di occupare i 25 minuti di spazio che erano stati predisposti per l'altro ospite, e Mercado parlò di astrologia e fece l'oroscopo indossando abiti stravaganti e colorati. A causa dell'inaspettato successo riscosso dalla sua apparizione con conseguente grande afflusso di chiamate in studio da parte di telespettatori, Mercado divenne presenza fissa nello show in qualità di astrologo. Appariva in video indossando costumi sgargianti con tanto di sfarzosi mantelli riccamente decorati.
Nel 1970, Mercado cominciò il suo spazio regolare dedicato all'oroscopo nella trasmissione El Show de las 12. Condusse anche un programma settimanale dedicato all'astrologia su WKAQ-TV, Channel 2/Telemundo. Dopo svariati anni, quando il network cambiò programmazione, Mercado trasferì il suo show sul canale WRIK-TV (Channel 7 a Ponce) dove rimase per molte altre stagioni. Negli anni ottanta, il suo show veniva trasmesso su diversi canali in tutto il Sud America e negli Stati Uniti. Quando Tommy Muñiz acquistò la WRIK-TV, dopo due anni Mercado si spostò alla WKBM-TV, Channel 11/Tele Once (in seguito WLII-TV/Univision). In aggiunta ai programmi televisivi, scriveva oroscopi per vari giornali, riviste e siti web.
Nel 1986 gli fu conferito il titolo di Mr. Televisión dalla Asociación de Cronistas del Espectáculo de Nueva York (Association of Latin Entertainment Critics of New York). Scrisse sette libri, uno dei quali, Más allá del horizonte, fu pubblicato in tre lingue (spagnolo, inglese e portoghese).
Dalla metà degli anni novanta e fino al 2010, lo show di Mercado andò in onda sul network Univision, ma l'8 gennaio 2010, dopo quindici anni di collaborazione lavorativa, Mercado annunciò la fine del rapporto. Il suo manager era Bill Bakula. Nel 2005 fu invitato a partecipare allo show di Lisa Scott-Lee. Dal 1994 al 2009, apparve a Primer Impacto, che andava in onda su Univision negli Stati Uniti.
Altre attività nelle quali fu coinvolto Mercado includono un sito internet di incontri; una linea di saponette ispirate allo zodiaco; e una linea telefonica a pagamento che offriva oroscopi personalizzati e altro. Il suo sito web personale ricevette oltre un milione di visite nel primo mese di messa on line.

### Cambiamento di nome e problemi legali
Nell'ottobre 2010, Mercado cambiò il proprio nome in "Shanti Ananda", traduzione in sanscrito di "felicità e pace". Egli disse che un "essere di luce" gli aveva impartito una rivelazione spirituale, alla quale si riferì come il suo "autentico nome mistico".
Nel gennaio 2012, Mercado perse una causa in tribunale con la Bart Enterprises International. Il suo intento era quello di impedire l'utilizzo del suo nome e della sua immagine per futuri scopi commerciali. Mercado aveva firmato un contratto con la compagnia nel 1995, cedendo i diritti d'immagine in cambio di denaro. Il giudice Sandra Lynch della United States Court of Appeals for the First Circuit stabilì che la Bart Enterprises poteva continuare ad utilizzare il nome e l'immagine di Walter Mercado a scopo di lucro.

## Vita privata
Nel 2003, nonostante le insistenti voci sulla sua omosessualità benché non avesse mai fatto ufficialmente coming out, egli annunciò di intrattenere una "relazione spirituale" con l'attrice e ballerina brasiliana Mariette Detotto, con la quale aveva condiviso un programma televisivo. Nel documentario Mucho Mucho Amor: The Legend of Walter Mercado del 2020, Mercado si autodefinì un essere androgino e insistette nell'affermare che la relazione primaria della sua vita era quella con i propri fan; egli scherzò anche sul fatto di essere o meno ancora vergine a ottant'anni passati. Ha sempre mantenuto la propria residenza a Porto Rico.

## Morte

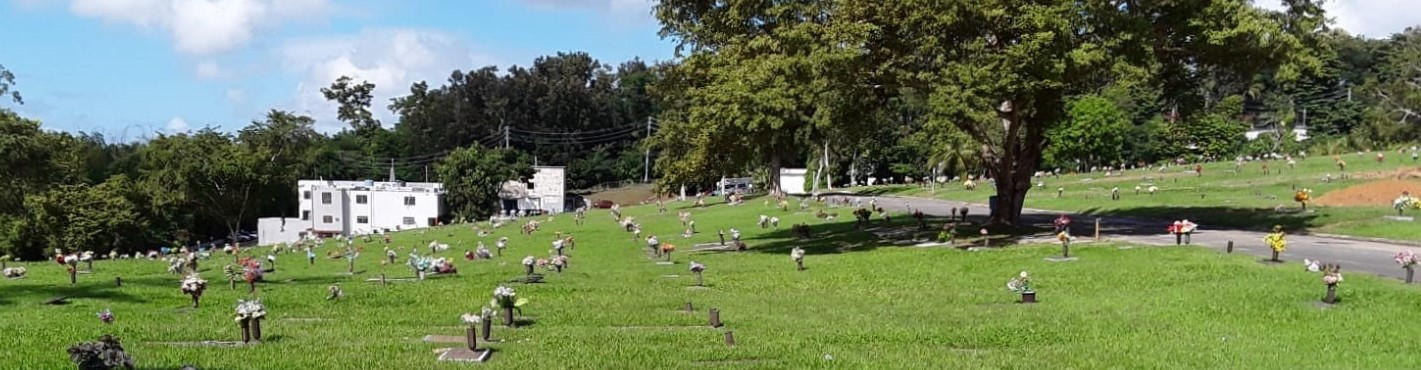
Il Señorial Memorial Park a Cupey, San Juan, luogo di sepoltura di Mercado.

Mercado morì la notte di sabato 2 novembre 2019 all'età di 87 anni, a causa di insufficienza renale, presso l'Auxilio Mutuo Hospital di San Juan (Porto Rico). Fu sepolto nel cimitero Señorial Memorial Park di Cupey, San Juan, Porto Rico.

## Riconoscimenti
- Mr. Televisión, titolo conferito dalla Association of Latin Entertainment Critics of New York.[21]
- Señor Televisión, titolo conferito nel corso dell'edizione 1972 del Festival de Codazos nella Repubblica Dominicana.[21]

## Opere

### Televisione
- Historia de mi vida (1963)[22]
- Ana Rosa (1965)[22]
- La mujer de aquella noche (1968)[23]
- Recordar (1968)[22]
- Entre el puñal y la cruz (1969)[22]
- Una sombra (1970)[22]
- La intrusa (1970)[22]
- Renzo el gitano (1971)[24]
- Totally Scott-Lee (2005)[25]
- Pubblicità Doritos (PepsiCo, 2016)[26]

### Teatro[27]
- Anastasia
- Bodas de sangre
- La dama de las camelias
- Androcles y el león
- Los cuatro coroneles
- El tríptico de amor, dolor y muerte
- Todos los hijos de Dios tienen alas (1960)
- Look Back in Anger (Mirando hacia atrás con ira) (1970)

### Discografia
- Walter '84 (1984)
- Walter '86 (1986, Sonotone)
- Walter Mercado (1986)
- Guía para una vida mejor (1997)

### Filmografia
- Una mujer sin precio (1966) (coreografo)[28]
- Hoy (2003)[29]
- Chasing Papi (2003)[30]
- Mucho Mucho Amor: The Legend of Walter Mercado (documentario postumo prodotto da Netflix, 2020)[31]

### Libri
- Mensajes Para Vivir, con Dott. Leon Alberto Vasquez[32]
- Enciclopedia De Walter Mercado (Tomo 1) (1983)[33]
- Más allá del horizonte (Beyond the Horizon: Visions of the New Millennium) (1997)[34]
- Guia Para Una Vida Mejor (1997)[35]
- El Mundo secreto de Walter Mercado (edizione spagnola) (2010)[36]